# Corynactis globulifera
Corynactis globulifera är en korallart som först beskrevs av Ehrenberg 1834.  Corynactis globulifera ingår i släktet Corynactis och familjen Corallimorphidae. Inga underarter finns listade i Catalogue of Life.